# 1 Reyes 19
1 Reyes 19 es el decimonoveno capítulo de los Libros de los Reyes de la Biblia hebrea o Primer Libro de los Reyes del Antiguo Testamento de la Biblia cristiana El libro es una compilación de varios anales que registran los actos de los reyes de Israel y Judá por un compilador deuteronómico en el siglo VII a. C., con un suplemento añadido en el siglo VI a. C. Este capítulo pertenece a la sección que comprende de 1 Reyes 16:15 a 2 Reyes 8:29, que documenta el período de los Omrides. Este capítulo se centra en la actividad del profeta Elías durante el reinado del rey Ajab en el reino del norte.

## Texto
Este capítulo fue escrito originalmente en lengua hebrea y desde el siglo XVI se divide en 31 Versículos.

### Testigos textuales
Algunos de los primeros manuscritos que contienen el texto de este capítulo en hebreo pertenecen a la tradición del Texto Masorético, que incluye el Códice de El Cairo (895), el Códice de Alepo (siglo X) y el Códice Leningradensis (1008).
También existe una traducción al griego koiné conocida como Septuaginta, realizada en los últimos siglos a. C.. Los manuscritos antiguos existentes de la versión Septuaginta incluyen el Codex Vaticanus (B; {\displaystyle {\mathfrak {G}}}B; siglo IV) y el Codex Alexandrinus (A; {\displaystyle {\mathfrak {G}}}A; siglo V). 

## La huida de Elías a Horeb (19:1-8)
La lucha por el culto exclusivo a Yahvé y contra el baalismo en Israel llevó más tiempo y fue menos directa de lo que se esperaba en 1 Reyes 18-un hecho que se refleja en la repentina huida de Elías a Horeb, el nombre usado en el Libro de Deuteronomio y Crónicas para el Monte Sinaí, donde los israelitas recibieron los Diez Mandamientos. El desanimado Elías recibió milagrosamente comida y agua, así como ánimos, dos veces antes de llegar al monte de Dios (cf. 1 Reyes 18:46).

### Versículo 3
Y cuando lo vio, se levantó y corrió por su vida, y se fue a Beerseba, que pertenece a Judá, y dejó allí a su criado. 
- «Y cuando vio aquello»: del hebreo: וַיַּ֗רְא wa-yar;[12] La Septuaginta (LXX) griega sigue la lectura וַיִרָא y la traduce como καὶ ἐφοβήθη, «y tuvo miedo», lo cual tiene sentido pero es innecesario, porque Elías comprendió claramente la amenaza para su vida cuando “véase” el mensaje de Jezabel..[13]
- Beerseba: ciudad fronteriza muy al sur de Jerusalén, poco mencionada después de la época patriarcal (9; Génesis 21:33; Génesis 22:19; Génesis 28:10; Génesis 46:1, etc.). [14] La nota de que «pertenecía a Judá» era significativa porque el reino de Judá bajo Josafat estaba en alianza con el reino de Israel, por lo que Elías podría no estar seguro allí, aunque su siervo (que tradicionalmente se cree que es el hijo de la viuda de Sarepta) podría permanecer seguro allí.[14]

## El encuentro de Elías con Dios en Horeb (19:9-18)
Siguiendo el ejemplo de Moisés, que se encontró con Dios en el Monte Horeb (Éxodo 24; 33) Elías esperaba tener un encuentro similar. Sin embargo, en lugar de encontrarse con Dios en fenómenos naturales impresionantes (que habrían estado relacionados con el dios del tiempo Baal) ni en un poder violento (como en 1 Reyes 18:40), Elías se encontró con un Dios completamente diferente cuyo acercamiento era 'extremadamente poderoso y tranquilamente hermoso', un claro contraste con el de 1 Reyes 18 y especialmente 2 Reyes 10. Al profeta se le preguntó dos veces la razón de su presencia, y dos veces respondió con la misma frustración, como si Dios no se le hubiera aparecido entretanto. Dios habló de los 7000 israelitas que no se arrodillaron ante Baal para equilibrar la queja de Elías sobre su aparente soledad. Durante esa reunión se encargó a Elías que reclutara a tres guerreros para la causa de Yahvé, dos de los cuales «trazarían una línea de sangre a través de la historia»: Hazael de Aram y Jehú de Israel. El tercero es el profeta Eliseo, que en realidad ungiría a los otros dos para llevar a cabo la misión de Elías después de que éste fuera llevado al cielo (cf. 2 Reyes 8:7-15; 9:1-10).

### Versículos 11-12

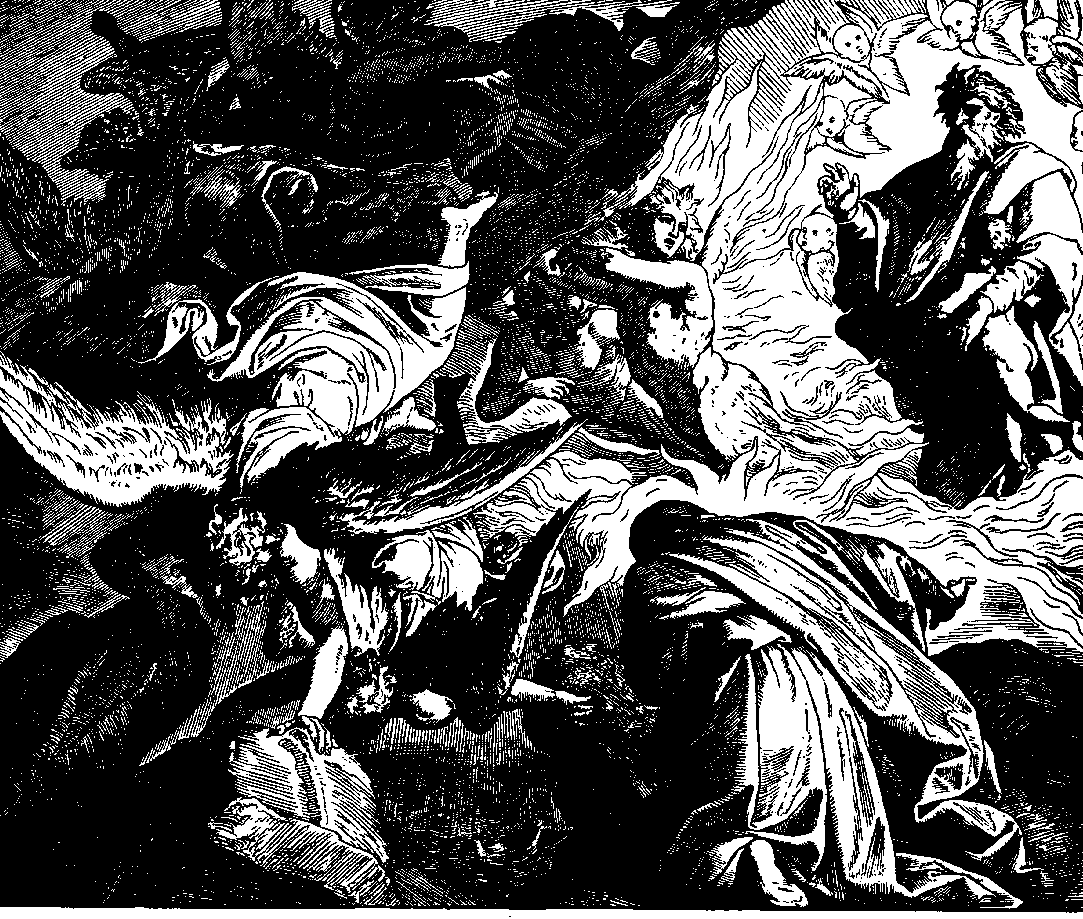
Dios se aparece a Elías en el monte Horeb, xilografía de 1860 por Julius Schnorr von Carolsfeld

11 Y dijo: Sal y ponte en el monte delante del Señor. Y, he aquí, el Señor pasó,
y un viento grande y recio desgarró los montes, y quebró las peñas delante del Señor; pero el Señor no estaba en el viento:
y tras el viento un terremoto; pero el Señor no estaba en el terremoto:
12 Y después del terremoto un fuego; pero el Señor no estaba en el fuego:
y después del fuego, una voz apacible y pequeña. 
- «A still small voice»: o «a delicate whispering voice»,[16] «a low whisper» (English Standard Version) o «a sound, a thin silence»[17] del hebreo קול דממה דקה, qōl də-mā-māh ḏaqāh;[18] puede traducirse como «una voz de suave silencio».[19] «”Demamah”» es una palabra onomatopéyica que significa «susurro», traducida como «silencio» en 9. [19]Esto no es ajeno a las instrucciones de Dios a Elías para ungir a Hazael, Jehú y Eliseo, para establecer un nuevo orden que «llevaría a cabo la victoria final sobre el culto a Baal», no mediante «demostraciones espectaculares del poder divino» como en capítulo 18, sino «a través de un proceso político (más silencioso)» en el que Dios destituyó a algunos reyes y nombró a otros.[20].

## Elías encarga a Eliseo (19:19-21)
En vida, Elías sólo cumplió uno de los tres nombramientos requeridos en 19:15-16, es decir, el de Eliseo, quien cumpliría los otros dos nombramientos, cuando más tarde tomara el bastón de Elías (o su manto, que al parecer era su sello distintivo; cf. 2 Reyes 2:8,14; en 1 Reyes 1:8 se utiliza una palabra hebrea diferente). Convertirse en discípulo («siervo») de Elías requería que Eliseo, que aparentaba ser un rico agricultor, renunciara a su propiedad y a su familia y sólo 'siguiera' a Elías
(cf. Mateo 4:19; 8:18-22). Después de que Elías fuera llevado al cielo, Eliseo ungiría a Hazael (2 Reyes 8:7-15) y a Jehú (1 Reyes 9:1-13).

### Versículo 19
Partió, pues, de allí, y halló a Eliseo hijo de Safat, que araba con doce yuntas de bueyes delante de él, y él con la duodécima; y Elías pasó junto a él, y echó sobre él su manto. 
- «Echó su manto»: Este acto era aparentemente una parte de la forma de adopción de un niño, aquí en significado espiritual, que Eliseo entendió correctamente después de un momento de desconcierto. [14] El manto habría sido 'el áspero manto de pelo característico del recluso ascético'[14] como se describe de Elías en 2 Reyes 1:8, y, en el Nuevo Testamento, de Juan el Bautista, así como incluido en una advertencia en Zacarías 13:4 de que los profetas 'no llevarán una vestidura áspera (Versión Revisada: 'un manto peludo') para engañar.'[13]

### Versículo 21
Y volviendo de él, tomó una yunta de bueyes, y los degolló, y coció su carne con los instrumentos de los bueyes, y dio al pueblo, y comieron. Luego se levantó, y fue tras Elías, y le servía. 
- «Y le servía»: del hebreo: וַיְשָׁרְתֵֽהוּ way-shā-rə-ṯê-hū, literalmente, «y se convirtió en su siervo»,[24] utilizando la misma palabra raíz para describir la relación de Josué con Moisés (cf. Éxodo 24:13; 33:11; Números 11:28).[21]. Eliseo dio decisivamente la espalda a la vida que tenía al 'destruir sus anteriores medios de sustento' (cf. 1 Samuel 11:5-7) y se alistó plenamente como siervo de Elías.[21]